# Lamer Exterminator
Lamer Exterminator är ett datavirus skapat till Amigadatorer. Viruset upptäcktes först 1989. Viruset skriver över data med "LAMER!". Se även lamer.